# Frankfort, Michigan
Frankfort är en ort i Benzie County i delstaten Michigan, USA.